# Presidents Cup
La Presidents Cup è una competizione di golf tra una selezione statunitense ed una selezione internazionale che rappresenta il resto del mondo ad esclusione dell'Europa (Asia, Africa, America centrale e meridionale, Oceania, Messico e Canada). Europa e Stati Uniti si scontrano in un'altra competizione, la Ryder Cup.
La Presidents Cup si tiene con cadenza biennale dal 1994. Fu organizzata inizialmente negli anni pari, ma in seguito alla cancellazione dell'edizione 2001 della Ryder Cup a causa degli attacchi dell'11 settembre e al rinvio all'anno successivo, la Presidents Cup si è tenuta negli anni dispari fino all'edizione 2019; a causa della pandemia di COVID-19 e al conseguente slittamento dell'edizione 2020 della Ryder Cup, la Presidents Cup si tiene nuovamente negli anni pari. La sede dell'evento varia, alternandosi tra una sede statunitense ed una di un Paese della squadra internazionale. In questa competizione golfistica, il dominio statunitense è pressoché assoluto: in 15 edizioni, finora disputate, si contano ben 13 successi a stelle e strisce, un pareggio ed un solo successo della formazione del Resto del Mondo.

## Formato
Il formato della Presidents Cup ricalca quello della Ryder Cup. Ogni squadra è formata da 12 giocatori più un capitano non giocatore, che sceglie le coppie che disputano gli incontri foursome e fourballs. Attualmente la competizione si tiene in quattro giorni: i primi tre sono dedicati agli incontri di doppio (foursome e fourballs), mentre l'ultimo giorno si tengono gli incontri di singolare. La vittoria di un incontro permette di guadagnare un punto, mentre in caso di pareggio ciascuna squadra guadagna mezzo punto. In totale sono disponibili 30 punti, perciò per vincere la competizione sono necessari 15½ punti. Se le squadre hanno lo stesso punteggio alla fine di tutti i singolari, la competizione termina con un pareggio.

## Storia
In ogni edizione ha un presidente o presidente onorario, il capo di stato o di governo della nazione ospitante
| Anno | Presidente o Presidentessa | Titolo                                     |
| ---- | -------------------------- | ------------------------------------------ |
| 1994 | Gerald Ford                | 38º Presidente degli Stati Uniti d'America |
| 1996 | George H. W. Bush          | 41º Presidente degli Stati Uniti d'America |
| 1998 | John Howard                | 25º Primo ministro dell'Australia          |
| 2000 | Bill Clinton               | 42º Presidente degli Stati Uniti d'America |
| 2003 | Thabo Mbeki                | 2º Presidente del Sudafrica                |
| 2005 | George W. Bush             | 43º Presidente degli Stati Uniti d'America |
| 2007 | Stephen Harper             | 22º Primo ministro del Canada              |
| 2009 | Barack Obama               | 44º Presidente degli Stati Uniti d'America |
| 2011 | Julia Gillard              | 27º Primo ministro dell'Australia          |
| 2013 | Barack Obama               | 44º Presidente degli Stati Uniti d'America |
| 2015 | Park Geun-hye              | 11º Presidente della Corea del Sud         |
| 2017 | Donald Trump               | 45º Presidente degli Stati Uniti d'America |
| 2019 | Scott Morrison             | 30º Primo ministro dell'Australia          |
| 2022 | Joe Biden                  | 46º Presidente degli Stati Uniti d'America |

## Risultati
| Anno | Sede                            | Città                        | Squadra vincente       | Punteggio | Capitano USA   | Capitano internazionale |
| ---- | ------------------------------- | ---------------------------- | ---------------------- | --------- | -------------- | ----------------------- |
| 1994 | Robert Trent Jones Golf Club    | Gainesville, Virginia        | Stati Uniti            | 20–12     | Hale Irwin     | David Graham            |
| 1996 | Robert Trent Jones Golf Club    | Gainesville, Virginia        | Stati Uniti            | 16½–15½   | Arnold Palmer  | Peter Thomson           |
| 1998 | Royal Melbourne Golf Club       | Melbourne, Australia         | Squadra internazionale | 20½–11½   | Jack Nicklaus  | Peter Thomson           |
| 2000 | Robert Trent Jones Golf Club    | Gainesville, Virginia        | Stati Uniti            | 21½–10½   | Ken Venturi    | Peter Thomson           |
| 2003 | Fancourt Hotel and Country Club | George, Sudafrica            | Pareggio               | 17–17     | Jack Nicklaus  | Gary Player             |
| 2005 | Robert Trent Jones Golf Club    | Gainesville, Virginia        | Stati Uniti            | 18½–15½   | Jack Nicklaus  | Gary Player             |
| 2007 | Royal Montreal Golf Club        | Montréal, Canada             | Stati Uniti            | 19½–14½   | Jack Nicklaus  | Gary Player             |
| 2009 | Harding Park Golf Club          | San Francisco, California    | Stati Uniti            | 19½–14½   | Fred Couples   | Greg Norman             |
| 2011 | Royal Melbourne Golf Club       | Melbourne, Australia         | Stati Uniti            | 19–15     | Fred Couples   | Greg Norman             |
| 2013 | Muirfield Village               | Dublin, Ohio                 | Stati Uniti            | 18½–15½   | Fred Couples   | Nick Price              |
| 2015 | Jack Nicklaus Golf Club Korea   | Incheon, Corea del Sud       | Stati Uniti            | 15½–14½   | Jay Haas       | Nick Price              |
| 2017 | Liberty National Golf Club      | Jersey City, New Jersey      | Stati Uniti            | 19–11     | Steve Stricker | Nick Price              |
| 2019 | Royal Melbourne Golf Club       | Melbourne, Australia         | Stati Uniti            | 16–14     | Tiger Woods    | Ernie Els               |
| 2022 | Quail Hollow Club               | Charlotte, Carolina del Nord | Stati Uniti            | 17½–12½   | Davis Love III | Trevor Immelman         |
| 2024 | Royal Montreal Golf Club (2)    | Montreal, Québec, Canada     | Stati Uniti            | 18½–11½   | Jim Furyk      | Mike Weir               |

Delle 15 partite, la squadra degli Stati Uniti ne ha vinte 13, la squadra internazionale ne ha vinte 1, con 1 partita in parità.